# Apogon rufus
Apogon rufus är en fiskart som beskrevs av Randall och Fraser, 1999. Apogon rufus ingår i släktet Apogon och familjen Apogonidae. Inga underarter finns listade i Catalogue of Life.